# Bárbara Rey
Bárbara Rey, pseudonimo di María Margarita García García (Totana, 2 febbraio 1950), è un'attrice cinematografica, modella e conduttrice televisiva spagnola.
Tra gli anni 1970 e 1980 in Spagna è stata tra le attrici simbolo della commedia erotica, più precisamente del destape (spogliarello), genere molto in voga nel paese in quegli anni.

## Biografia
Figlia di Andrés García Valenzuela (1913-2010) e di Salvadora García Molina (1918-2011), partecipò al concorso di Miss Spagna nel 1970, dove si classificò seconda, dietro la vincitrice Josefina Román. A causa della rinuncia al titolo di quest'ultima, la García García conquistò il titolo, venendo poi ammessa come rappresentante della Spagna al concorso di Miss Mondo l'anno successivo, dove arrivò tra le 15 finaliste. Negli anni '70 e '80 intraprese la carriera di attrice cinematografica, collezionando una quarantina di interpretazioni.
Da metà degli anni 1970 partecipò anche a produzione teatrali e televisive, anche come cantante e conduttrice. 

## Filmografia

### Cinema
- Amore pensami (La vida sigue igual), regia di Eugenio Martín (1969)
- Crimen imperfecto, regia di Fernando Fernán Gómez (1969)
- A mí las mujeres ni fu ni fa, regia di Mariano Ozores (1971)
- París bien vale una moza, regia di Pedro Lazaga (1972)
- La llamaban La Madrina, regia di Mariano Ozores (1973)
- Il consigliori, regia di Alberto De Martino (1973)
- Una partita a tre (La chica del Molino Rojo), regia di Eugenio Martín (1973)
- Separación matrimonial, regia di Angelino Fons (1973)
- Onofre, regia di Luis María Delgado (1974)
- El chulo, regia di Pedro Lazaga (1974)
- El amor empieza a medianoche, regia di Pedro Lazaga (1974)
- La nave maledetta (El buque maldito), regia di Amando de Ossorio (1974)
- La noche de los brujos, regia di Amando de Ossorio (1974)
- Mi mujer es muy decente, dentro de lo que cabe, regia di Antonio Drove (1975)
- Zorrita Martínez, regia di Vicente Escrivá (1975)
- Las delicias de los verdes años, regia di Antonio Mercero (1976)
- Call Girl: La vida privada de una señorita bien, regia di Eugenio Martín (1976)
- Cuando Conchita se escapa, no hay tocata, regia di Luis María Delgado (1976)
- Il buio intorno a Monica (La muerte ronda a Monica), regia di Hans Burman (1977)
- Virilidad a la española, regia di Francisco Lara Polop (1977)
- Me siento extraña, regia di Enrique Martí Maqueda (1977)
- La viuda andaluza, regia di Francesc Betriu (1977)
- Cuentos de las sábanas blancas, regia di Mariano Ozores (1977)
- Mi adúltero esposo ('In Situ'), regia di Joaquín Coll Espona (1977)
- Teufelscamp der verlorenen Frauen, regia di Hubert Frank (1978)
- Carne apaleada, regia di Javier Aguirre (1978)
- Rostros, regia di Juan Ignacio Galván (1978)
- Porco mondo, regia di Sergio Bergonzelli (1978)
- La escopeta nacional, regia di Luis García Berlanga (1978)
- Piccole labbra, regia di Mimmo Cattarinich (1978)
- Malizia erotica (El periscopio), regia di José Ramón Larraz (1979)
- Mi adúltero esposo ('In Situ'), regia di Joaquín Coll Espona (1979)
- Unos granujas decentes, regia di Mariano Ozores (1980)
- Kriminal Love, regia di Hubert Frank (1981)
- Onofre el virgo, regia di Luis María Delgado (1982)

### Televisione

#### Attrice
- Curro Jiménez (1977)
- El edén (1987)
- Ven al paralelo (1992)
- Telepasión Española: Una noche en el Roxy (1995)
- La casa de los líos (1999)
- Academia de baile Gloria (2001)
- Homo Zapping (2005)
- Adivina quién viene a cenar (2010)

#### Presentatrice
- Especial nochevieja (1975)
- Palmarés (1976)
- Esto es espectáculo (1994-1996)
- En casa de Barbara (2000-2005)
- Murcia, qué hermosa eres (2005)